# Meo de' Tolomei
Meo de' Tolomei (Siena, 1260 circa – Siena, 1310 circa) è stato uno scrittore e poeta italiano, contemporaneo di Dante Alighieri e Cecco Angiolieri e appartenente alla storica casata dei Tolomei.

## Biografia
Non sappiamo molto sulla vita di Meo (Bartolomeo) de' Tolomei: il suo nome compare in vari documenti senesi fra il 1279 e il 1310. Era figlio di un Simone detto Sorella (già morto nel 1279) e fratello di un Mino detto Zeppa (di cui non abbiamo notizie dal 1307 in poi, e che risulta già morto il 17 aprile 1312, in base all'atto testamentario di sua moglie, Nese del fu Bartolomeo Manetti). Entrambi i fratelli, prima Meo, poi Mino, ricoprirono cariche pubbliche nel Comune di Siena. Meo fu tra i presenti alla ratifica della pace fra Guelfi e Ghibellini senesi il 13 e il 17 ottobre 1280, in rappresentanza della propria famiglia. Sposò il 7 maggio 1285 Mita, figlia di Bindino Salvani: il matrimonio sancì la definitiva pacificazione delle due famiglie, dopo il giuramento del 31 ottobre 1280, giuramento cui aveva presenziato ancora Meo. Nel 1290, nel 1291 e nel 1295 fu nel Consiglio Generale per il terzo di Camollia. Ma nello stesso 1295, il 19 marzo, vendette una casa, una terra e una vigna a Mino: ciò è stato visto come un segno della fase discendente delle fortune, politiche e soprattutto economiche, di Meo in favore del fratello, che in un documento del 1296 è indicato come dominus, e che già da qualche anno ricopriva cariche pubbliche (fu anche lui nel Consiglio Generale per il terzo di Camollia, nel 1292 e nel 1293, e in precedenza, nel 1284 aveva prestato denaro al Comune che gli restituì un forte interesse; nel 1289 aveva fatto parte del Consiglio Generale per il terzo di San Martino; nel 1291 aveva pagato più tasse di Meo, segno che era molto più ricco del fratello). Da questo momento le notizie su Mino aumentano, mentre si diradano quelle su Meo.

Nel Libro delle Riformagioni è indicato, in data 18 aprile 1300, che Meo aveva dei crediti ad interesse nei confronti di un certo Vanni di Francesco di Guido detto lo Scelto: questa notizia porterebbe a credere che Meo fosse anche usuraio, e in base a questa notizia Mario Marti gli assegna il sonetto Caro mi costa la malinconia, dove l'autore dice esplicitamente che la povertà lo ha indotto a fare «l'arte disgraziata de l'usurare». La Bruni Bettarini, però, non giudica inequivocabile il nesso e non comprende il sonetto in questione nella sua edizione delle poesie di Meo, assegnandolo invece a Cecco Angiolieri, per ragioni anche stilistiche.

## Storia dell'attribuzione dei sonetti
Meo come poeta fu per sei secoli totalmente dimenticato, e molti suoi sonetti, conservati anonimi nel codice Chigiano L. VIII. 305 fra i sonetti di Cecco Angiolieri (peraltro anch'essi anonimi), furono attribuiti allo stesso Angiolieri. Nel 1914 fu ritrovato a Madrid un codice, l'Escorialense e. III. 23 che conteneva, tra gli altri, componimenti di Cecco Angiolieri e anche cinque sonetti di Meo de' Tolomei, e in più un curioso componimento definito dallo stesso autore caribetto, rivolto contro Mino Zeppa. Aldo Francesco Massera in un articolo del 1917 attribuì anche i sonetti di Meo a Cecco Angiolieri (malgrado sul manoscritto fossero attribuiti a Meuçço de talom[ey] da siena), pubblicandone uno solo, l'unico inedito, I' son sì magro che quasi traluco; lo stesso Massera nello stesso articolo dava notizia della presenza del caribetto (che il Massera riteneva un discordo) nel manoscritto madrileno, attribuito a Meo de scemone fratel de Messer Min Çeppa, cioè "Meo di Simone fratello di Mino Zeppa". A Massera, però, non sorse il dubbio che anche i sonetti che il manoscritto attribuiva a Meo e che erano rivolti contro lo stesso Mino fossero proprio opera di Meo de' Tolomei e non di Cecco Angiolieri, tant'è che nella sua edizione dei Sonetti burleschi e realistici dei primi due secoli continuò a includerli, compreso I' son sì magro, nei sonetti di Cecco.

Nel 1934 Adele Todaro propose di attribuire a Meo de' Tolomei alcuni sonetti considerati fino ad allora di Cecco Angiolieri; ma fu solo nel 1956 che furono pubblicati i componimenti con l'attribuzione al vero autore, nelle antologie curate da Mario Marti e Maurizio Vitale, anche se precedentemente, nel 1953, lo stesso Marti aveva presentato la figura del Tolomei nel volume Cultura e stile nei poeti giocosi del tempo di Dante, e ancor prima, nel 1950, lo stesso Marti aveva discusso in due articoli dei problemi di autenticità di alcuni sonetti fino ad allora quasi unanimemente attribuiti a Cecco Angiolieri. Da allora sono stati sollevati più volte problemi di attribuzione per alcuni componimenti, a causa della frequente mancanza di intestazione nei manoscritti, ma la figura poetica di Meo de' Tolomei può dirsi abbastanza precisata.

## Opere

### Prima dell'identificazione di Meo
Testi
- I sonetti di Cecco Angiolieri editi criticamente ed illustrati per cura di Aldo Francesco Massera, Zanichelli, Bologna 1906
- Aldo Francesco Massera, Nuovi sonetti di Cecco Angiolieri, in Studj Romanzi, XIII, 1917,  pp. 79-99.
- Aldo Francesco Massera, Sonetti burleschi e realistici dei primi due secoli, Laterza, Bari 1920, vol. I, pp. 63-138 (testo) e vol. II, pp. 82-92 e 127-136 (note critiche e annotazioni).
- Cecco Angiolieri, Il Canzoniere, a cura di Carlo Steiner, UTET, Torino 1925.
- Aldo Francesco Massera, Sonetti burleschi e realistici dei primi due secoli, nuova edizione a cura di Luigi Russo. Laterza, Bari 1940, pp. 63-138 (testo), 330-340 (note critiche), 375-384 (annotazioni) e 409 (nota aggiunta di Luigi Russo).

Saggi

### Dopo l'identificazione di Meo
Testi
- Mario Marti, Poeti giocosi del tempo di Dante, Rizzoli, Milano 1956, pp. 251-285.
- Maurizio Vitale, Rimatori comico-realistici del Due e Trecento, 2 voll. UTET, Torino 1956, vol. I.
- Anna Bruni Bettarini, Le rime di Meo dei Tolomei e di Muscia da Siena, in Studi di Filologia Italiana, XXXII, 1974,  pp. 32-99 (Meo: pp. 32-86).